# Fille avec un chien
Fille avec un chien ou La Gimblette est l'un des tableaux les plus célèbres du peintre français Jean-Honoré Fragonard et l'un des tableaux rococo les plus connus. Réalisée vers 1768-1770, la peinture aux allures de croquis illustre l'art virtuose de Fragonard. Le tableau, témoignage de la période Ancien Régime,, est conservé à l'Alte Pinakothek de Munich.
D'après les catalogues de ventes aux enchères, il existe plusieurs autres versions de ce tableau,,.

## Description
Le tableau représente une jeune fille allongée sous un baldaquin dans un lit volumineux et jouant avec un chien. Le sujet du tableau est également connu sous les titres : Jeune Fille dans son lit, faisant danser son chien, Fille jouant avec un chien et Jeune Fille au chien.
Comme d’autres tableaux de Fragonard, comme La Balançoire, la Gimblette a aussi une composante frivole. Si le chien joue un rôle évident dans la composition du tableau, il a également pour fonction de couvrir certaines parties du corps de la jeune fille, sa queue dissimulant le sexe de la jeune fille,,.

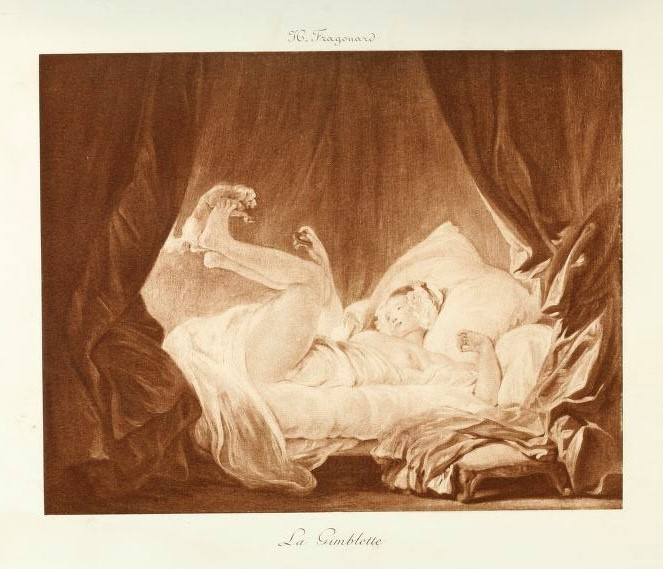
Autre version de La Gimblette, telle que présentée dans le catalogue de vente de 1907 de la Galerie Georges Petit. Il s'agit probablement de la première photographie d'une des différentes versions du tableau La Gimblette jamais prise.

## Le nomLa Gimblette
Le surnom donné au tableau est La Gimblette. Une gimblette est une pâtisserie française en forme d'anneau, originaire d'Albi, commune du sud-ouest de la France. Dans certaines versions de La Gimblette, la jeune fille donne effectivement cette pâtisserie au petit chien. Ce n’est pas le cas dans la version munichoise où elle tient simplement le chien au-dessus d'elle,.

## Lectures complémentaires
- Jean-Pierre Cuzin : Fragonard – Leben und Werk, Oeuvre-Katalog der Gemälde, Klinkhardt & Biermann, Munich, 1988.
- Pierre Rosenberg : Fragonard, Exposition 1987/88 aux Galeries Nationales du Grand Palais à Paris & au Metropolitan Museum of Art à New York. The Metropolitan Museum of Art, New York. Distribué par Harry N. Abrams, Inc., New York, 1988